# Romenay
Romenay ist eine französische Gemeinde im Département Saône-et-Loire in der Region Bourgogne-Franche-Comté. Sie gehört zum Arrondissement Louhans und zum Kanton Cuiseaux. Die Gemeinde hat 1.740 Einwohner (Stand: 1. Januar 2022), sie werden Romenayoux genannt.

## Geografie

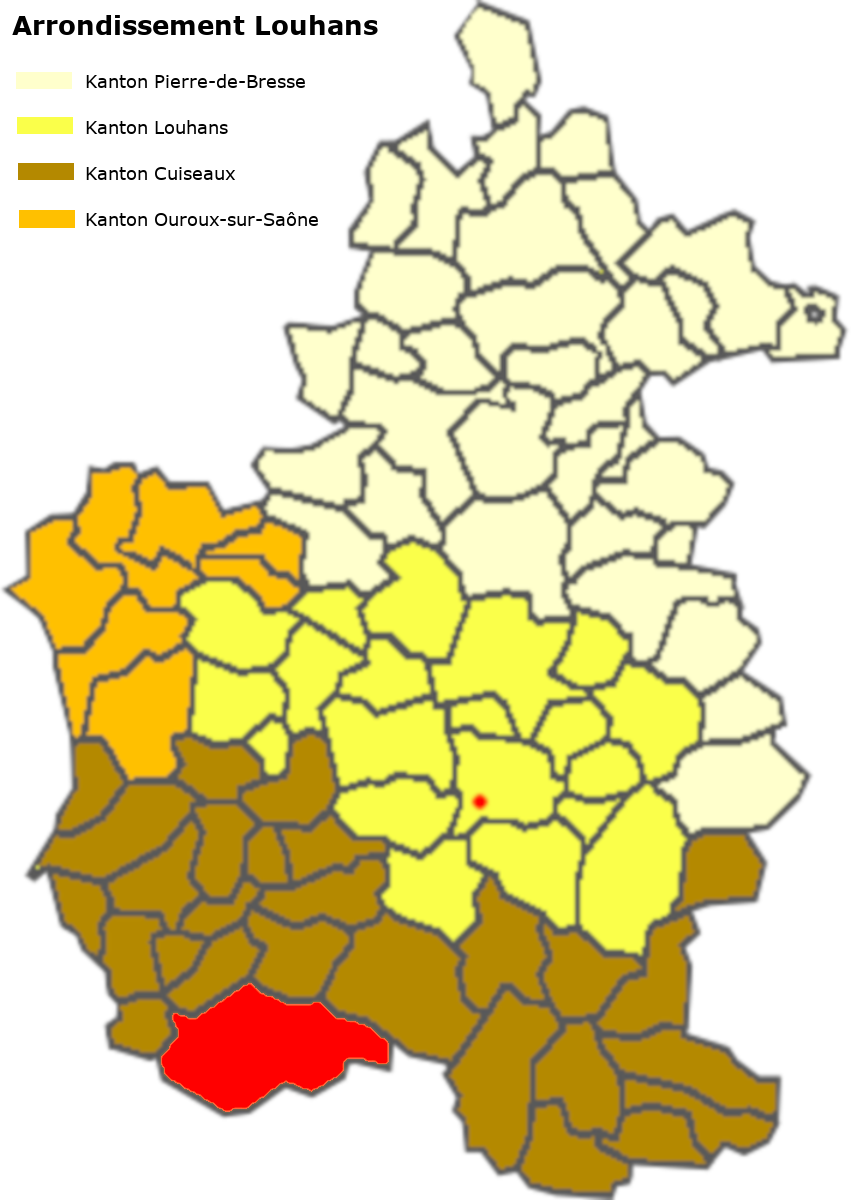
Lage der Gemeinde im Arrondissement Louhans

Romenay liegt an der Südgrenze des Arrondissements Louhans. Bis 2016 gehörte die Gemeinde zum Arrondissement Mâcon, per 1. Januar 2017 wurde der Wechsel zum Arrondissement Louhans vollzogen. Die Gemeinde grenzt an Sermoyer, Vescours, Saint-Trivier-de-Courtes, Vernoux und Curciat-Dongalon, die alle zum  Département Ain und damit zur Region Auvergne-Rhône-Alpes gehören. Der größte Teil des Gemeindegebiets liegt in der Bresse bourguignonne, die südwestlichen Gemeindegebiete bilden jedoch bereits den Übergang in das Vallée de la Saône.
Die Nordwestgrenze der Gemeinde bildet die Seille, sie nimmt im Norden der Gemeinde ausgeprägtes Netz von Biefs auf, die zur Bewirtschaftung einer großen Zahl von Étangs dienen. Östlich dieses Netzes entwässert der Ruisseau des Fatys die Étangs nach Norden. Im östlichen Gemeindeteil durchfließt die Voye die Gemeinde in Süd-Nord-Richtung und noch etwas weiter östlich Le Souchon, der auch einen Teil der südöstlichen Gemeindegrenze bildet.
Die Gemeinde wird von Norden nach Süden von der Departementsstraße D975 durchzogen. Nördlich des Bourg mündet die Departementsstraße D37 von Westen her in die D975, im Bourg selber die Departementsstraße D12 von Osten. Bei der D12 handelt es sich ursprünglich um die Römerstraße, die Louhans mit Romenay verband.
Das Gemeindegebiet ist im Südwesten, dann aber vor allem im Bereich der nördlichen Grenze stark bewaldet. Außerdem sind im Gemeindegebiet ein rundes Dutzend Étangs zu finden.
Zur Gemeinde gehören die folgenden Weiler und Fluren: Autremont, Baisse-Léonard, les Barres, Beaumartin, la Belgique, les Benoîts, la Besse, Bicheniche, Bois-Benoît, Bois-Bressoux, Bois-de-Jouge, Bois-Devant, Bouchaille, la Bouthière, la Brosse, les Cadolles, la Caronnière, la Chagne, Chamissiat, le Champ-Bressan, les Chanées, Charavel, les Chaux, Chavances, la Clochère, le Colombier, le Combeau, Corcelles, Cornon, les Coupets, Crétin, Croix-Maréchal, Curciat, Curtavoche, le Curtil, Curtil-Haut, Daissiat, Dame-Grange, Dompierre, les Dourys, Etang-Benoît, Etang-Magnien, les Faivées, les Feussots, la Folie, le Follet, la Forestille, le Fouilloux, les Frenozets, les Frettières, la Garenne, les Genêtes, Grand-Biolay, Grange, Grange-Nolly, les Guiblanches, les Guillemots, le Haut-de-la-Guette, les Hôtelets, les Jassières, Lissiat, Loizette, Longe, Marais, Mathy, Moiziat, le Mollard, Montcherin, Montechemard, Montlièvre, Mouches, Moulin-Canard, Moulin-de-Chamissiat, Moulin-de-Grange, Moulin-Latrain, Moulin-Neuf, Naizeaux (Gewässer), Nivres, Nugons, le Pain, Penezayat, le Pérou, Petit-Biolay, les Petites-Courtières, le Pian, la Pille, la Plaine, les Planches, le Platon, les Pointes, Porcher, les Poulardières, Prognat, les Quessards, la Quize, la Rippe-des-Monts, la Rippe-Noire, Saint-Romain, la Salle-de-Daissiat, la Serve, Souchon, les Teppes, Terres-Morel, la Train, Tremolet, la Troche, les Varennes, Vauvril, les Vernes, Villaroux, Voye.

### Klima
Das Klima in Romenay ist warm und gemäßigt. Es gibt das ganze Jahr über deutliche Niederschläge, selbst der trockenste Monat weist noch hohe Niederschlagsmengen auf. Die Klassifikation des Klimas nach Köppen und Geiger ist Cfb ((Gemäßigtes) Ozeanklima). Die Temperatur liegt im Jahresdurchschnitt bei 12,1 °C. Der wärmste Monat ist der Juli mit einer Durchschnittstemperatur von 21,2 °C, der kälteste der Januar mit 3,5 °C. Über ein Jahr verteilt summieren sich die Niederschläge auf 1121 mm, dabei ist der November mit 118 mm der niederschlagsreichste, während März als trockenster Monat 77 mm aufweist. Über das ganze Jahr werden etwa 2754 Sonnenstunden gezählt.
|                        | Jan | Feb | Mär  | Apr  | Mai  | Jun  | Jul  | Aug  | Sep  | Okt  | Nov  | Dez |   |      |
| Mittl. Temperatur (°C) | 3,5 | 4,1 | 7,7  | 11,2 | 15,1 | 19,3 | 21,2 | 20,8 | 17,1 | 13,1 | 7,5  | 4,3 | ⌀ | 12,1 |
| Mittl. Tagesmax. (°C)  | 6,4 | 7,8 | 12,0 | 15,8 | 19,4 | 24,0 | 25,9 | 25,6 | 21,5 | 17,0 | 10,7 | 7,0 | ⌀ | 16,1 |
| Mittl. Tagesmin. (°C)  | 0,9 | 0,8 | 3,4  | 6,5  | 10,4 | 14,3 | 16,4 | 16,1 | 12,9 | 9,5  | 4,6  | 1,7 | ⌀ | 8,2  |
|                        |     |     |      |      |      |      |      |      |      |      |      |     |   |      |
| Niederschlag (mm)      | 94  | 79  | 77   | 93   | 99   | 83   | 82   | 88   | 99   | 109  | 118  | 100 | Σ | 1121 |

| 0,9 |

| 0,8 |

| 3,4 |

| 6,5 |

| 10,4 |

| 14,3 |

| 16,4 |

| 16,1 |

| 12,9 |

| 9,5 |

| 4,6 |

| 1,7 |

| 0,9 |

| 0,8 |

| 3,4 |

| 6,5 |

| 10,4 |

| 14,3 |

| 16,4 |

| 16,1 |

| 12,9 |

| 9,5 |

| 4,6 |

| 1,7 |

## Toponymie
Romenay wird um 950 erstmals in den Büchern von Cluny erwähnt als In pago Lucdunensi, in agro Romanaco, also im Gau von Louhans, in der Gegend von Romanacus soll sich eben eine Kirche zu Ehren des Heiligen Benedikt befunden haben. Denkbar, dass die Gegend einst einem Romanus gehörte, was sich zu gallorömisch Romanacum veränderte, als Bezeichnung für das dem Romanus Gehörende. Seit 1504 ist die heutige Ortsbezeichnung Romenay verbürgt.

## Geschichte
Der Merowingerkönig Guntram I. schenkte seine Ländereien bei Romenay dem Bischof von Mâcon. Damit war das Schicksal der Stadt besiegelt, es gehörte bis zur Revolution zur bischöflichen Herrschaft. Seiner Lage wegen war es allerdings häufig den Eroberungsgelüsten der Grafen von Savoyen ausgesetzt. Teile der ehemaligen Stadtmauer sind heute noch sichtbar, zwei Stadttore und ein rechteckiger Turm aus dem 14. Jahrhundert sind noch in ausgezeichnetem Zustand.
Die Kirche wurde während der Glaubenskriege immer wieder geplündert und beschädigt. Sie wurde deshalb ebenso oft wieder instand gestellt und verändert. Erhalten blieb ein schönes romanisches Portal aus rosa Stein von Préty. Chor und Chorkapellen stammen aus dem 13., die übrigen Kapellen aus dem 14. und 15. Jahrhundert, das Kirchenschiff wurde im 17. Jahrhundert umgebaut. Der Glockenturm wurde während der Revolution zerstört und 1866 wieder aufgebaut, er trägt die Inschrift: Renversé par quelques uns en 1793 - Relevé par tous en 1866 (1793 durch einige zerstört, 1866 von allen wiedererbaut).

### Heraldik
Die Gemeinde braucht das Wappen, das auf die Bischöfe von Mâcon zurückgeht, die gleichzeitig Barone von Romenay waren. Blasonierung: In Blau ein goldener Schrägbalken. Der Schrägbalken wird nach anderen Quellen auch in Silber blasoniert, diskutiert wird auch das Oberwappen.

## Bevölkerung
| Romenay: Einwohnerzahlen von 1793 bis 2020 | Romenay: Einwohnerzahlen von 1793 bis 2020 | Romenay: Einwohnerzahlen von 1793 bis 2020 | Romenay: Einwohnerzahlen von 1793 bis 2020 | Romenay: Einwohnerzahlen von 1793 bis 2020 |
| --- | ------------------------------------------ | ------------------------------------------ | ------------------------------------------ | ------------------------------------------ |
| Jahr |                                            |                                            |                                            | Einwohner                                  |
| 1793 | 1793                                       |                                            | 2.877                                      | 2.877                                      |
| 1800 | 1800                                       |                                            | 3.180                                      | 3.180                                      |
| 1806 | 1806                                       |                                            | 3.045                                      | 3.045                                      |
| 1821 | 1821                                       |                                            | 3.101                                      | 3.101                                      |
| 1831 | 1831                                       |                                            | 3.085                                      | 3.085                                      |
| 1836 | 1836                                       |                                            | 3.053                                      | 3.053                                      |
| 1841 | 1841                                       |                                            | 3.267                                      | 3.267                                      |
| 1846 | 1846                                       |                                            | 3.390                                      | 3.390                                      |
| 1851 | 1851                                       |                                            | 3.516                                      | 3.516                                      |
| 1856 | 1856                                       |                                            | 3.458                                      | 3.458                                      |
| 1861 | 1861                                       |                                            | 3.493                                      | 3.493                                      |
| 1866 | 1866                                       |                                            | 3.437                                      | 3.437                                      |
| 1872 | 1872                                       |                                            | 3.245                                      | 3.245                                      |
| 1876 | 1876                                       |                                            | 3.435                                      | 3.435                                      |
| 1881 | 1881                                       |                                            | 3.486                                      | 3.486                                      |
| 1886 | 1886                                       |                                            | 3.612                                      | 3.612                                      |
| 1891 | 1891                                       |                                            | 3.502                                      | 3.502                                      |
| 1896 | 1896                                       |                                            | 3.465                                      | 3.465                                      |
| 1901 | 1901                                       |                                            | 3.558                                      | 3.558                                      |
| 1906 | 1906                                       |                                            | 3.359                                      | 3.359                                      |
| 1911 | 1911                                       |                                            | 3.262                                      | 3.262                                      |
| 1921 | 1921                                       |                                            | 2.885                                      | 2.885                                      |
| 1926 | 1926                                       |                                            | 2.820                                      | 2.820                                      |
| 1931 | 1931                                       |                                            | 2.755                                      | 2.755                                      |
| 1936 | 1936                                       |                                            | 2.714                                      | 2.714                                      |
| 1946 | 1946                                       |                                            | 2.407                                      | 2.407                                      |
| 1954 | 1954                                       |                                            | 2.159                                      | 2.159                                      |
| 1962 | 1962                                       |                                            | 1.884                                      | 1.884                                      |
| 1968 | 1968                                       |                                            | 1.766                                      | 1.766                                      |
| 1975 | 1975                                       |                                            | 1.685                                      | 1.685                                      |
| 1982 | 1982                                       |                                            | 1.641                                      | 1.641                                      |
| 1990 | 1990                                       |                                            | 1.566                                      | 1.566                                      |
| 1999 | 1999                                       |                                            | 1.580                                      | 1.580                                      |
| 2006 | 2006                                       |                                            | 1.578                                      | 1.578                                      |
| 2009 | 2009                                       |                                            | 1.626                                      | 1.626                                      |
| 2014 | 2014                                       |                                            | 1.665                                      | 1.665                                      |
| 2020 | 2020                                       |                                            | 1.721                                      | 1.721                                      |
| Quelle(n): EHESS/Cassini bis 2006, ab 2009 INSEE Anmerkung(en): • Ab 1962 offizielle Zahlen ohne Einwohner mit Zweitwohnsitz • Höchste Einwohnerzahl 1886 mit 3612, tiefste Einwohnerzahl 1990 mit 1566 (43,4 % vom Maximum) |                                            |                                            |                                            |                                            |

| Bevölkerungsstruktur | Anzahl Einwohner | männlich | weiblich | davon Ausländer | Anteil % |
| -------------------- | ---------------- | -------- | -------- | --------------- | -------- |
|                      | 1731             | 842      | 889      | 62              | 3,6      |

| Männer | Alterstufe | Frauen |
| ------ | ---------- | ------ |
| 15     | 90 + älter | 41     |
| 109    | 75–89      | 149    |
| 195    | 60–74      | 204    |
| 174    | 45–59      | 164    |
| 121    | 30–44      | 119    |
| 94     | 15–29      | 97     |
| 135    | 0–14       | 115    |

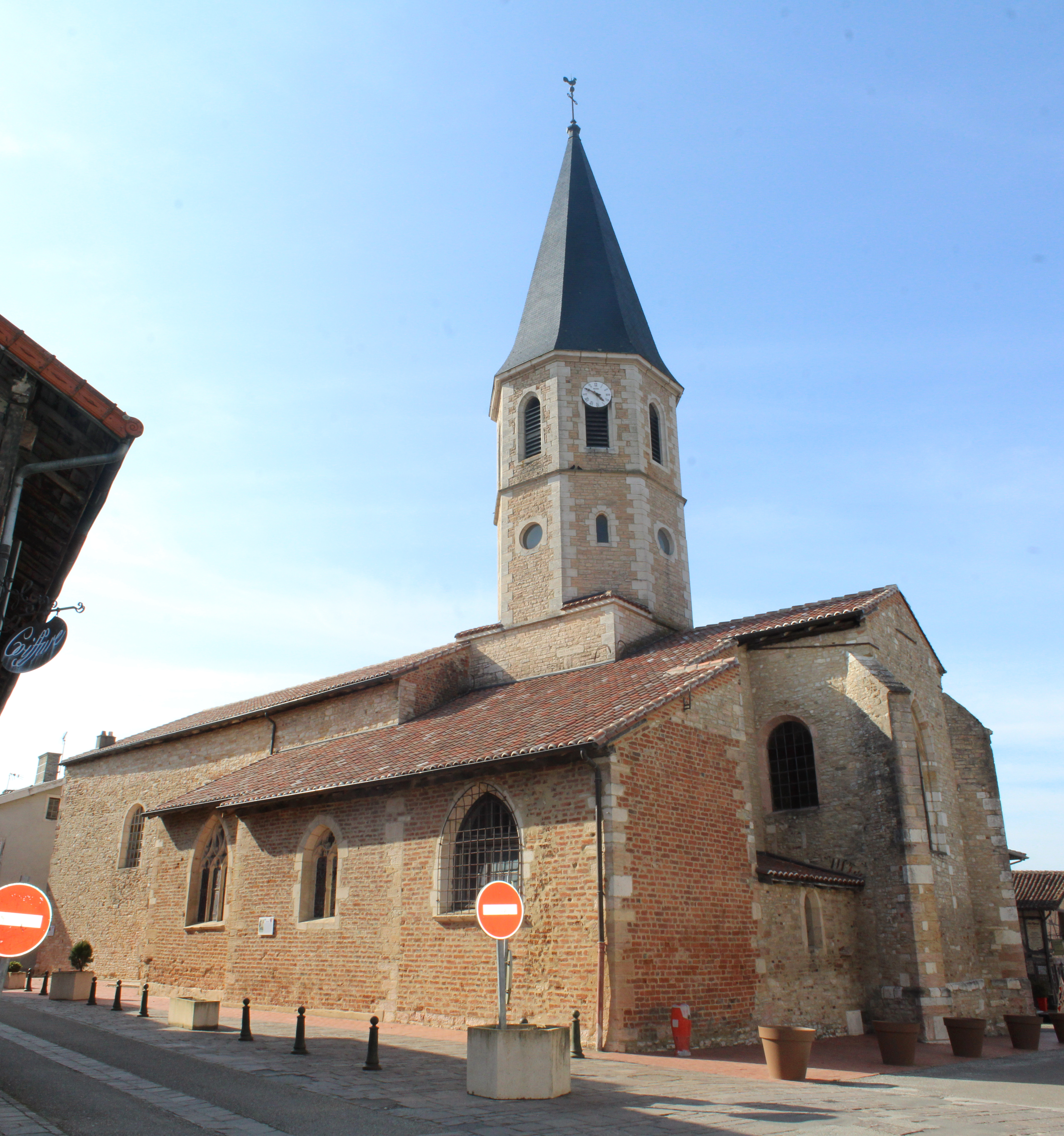
Kirche Saint-Martin in Romenay

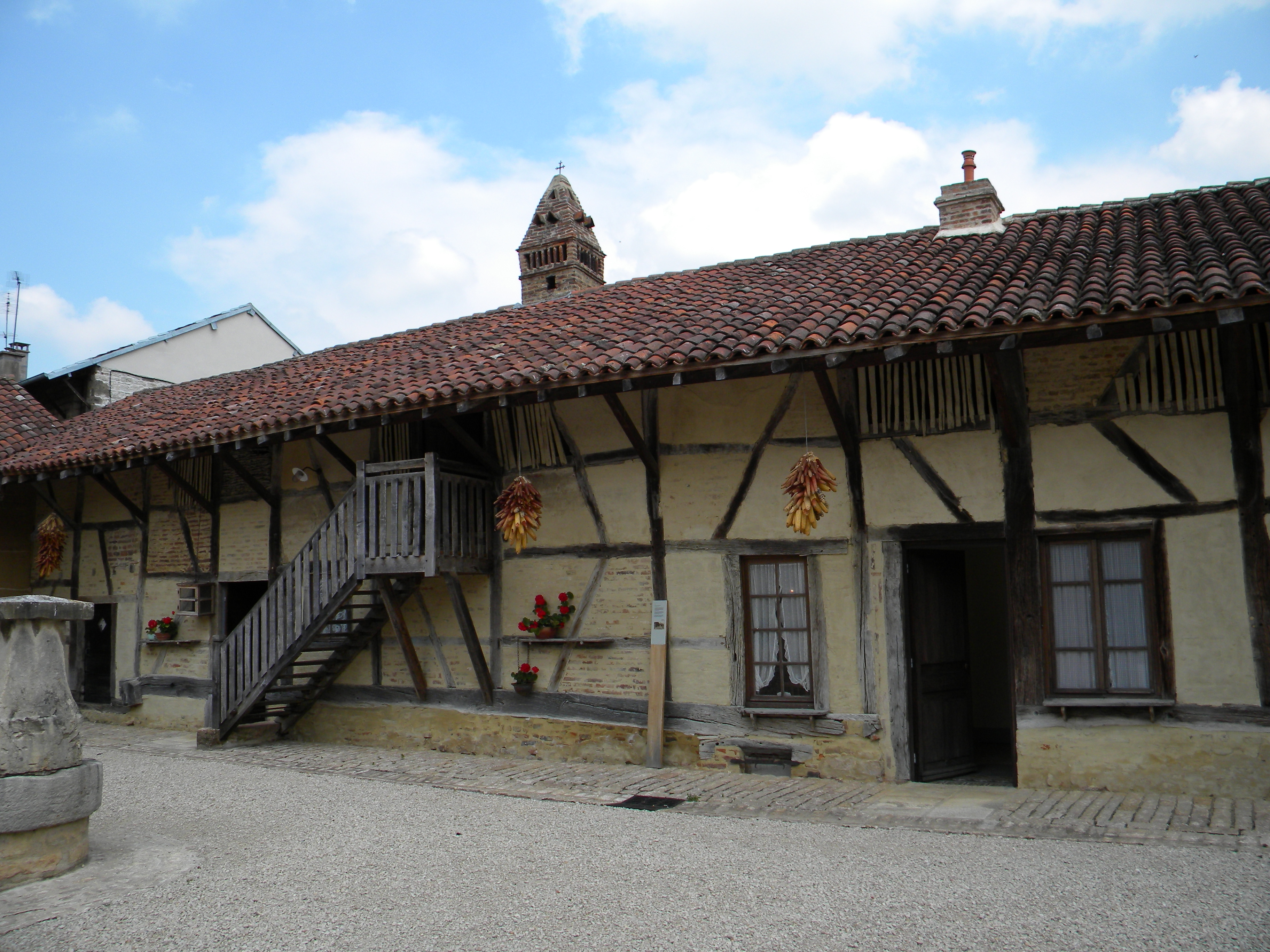
Gutshof Le Champ-Bressan

Die Bevölkerungsstruktur zwischen Männern und Frauen weist einen leichten Überhang zugunsten der Frauen auf, sie machen 51,4 % der Bevölkerung aus. Dabei sind 39 % der Bevölkerung jünger als 45 Jahre. Demgegenüber sind 41 % der Einwohner älter als 60 Jahre und damit im Rentenalter.
| Wohnstruktur               | Anzahl Wohneinheiten | davon Häuser | Wohnungen | sonstige |
| -------------------------- | -------------------- | ------------ | --------- | -------- |
|                            | 1011                 | 883          | 120       | 8        |
| davon Hauptwohnsitz        | 793                  |              |           |          |
| Zweit- oder Ferienwohnsitz | 102                  |              |           |          |
| vakant                     | 116                  |              |           |          |

## Wirtschaft und Infrastruktur

### Unternehmen, Betriebe, Ladengeschäfte und Einrichtungen
In der Gemeinde gibt es nebst Kirche und Mairie (Gemeindehaus) folgende Unternehmen nach Branchen:
| Branche                                                           | Anzahl Betriebe |
| ----------------------------------------------------------------- | --------------- |
| Industrie und verarbeitendes Gewerbe                              | 18              |
| Baugewerbe                                                        | 20              |
| Groß- und Einzelhandel, Verkehr, Beherbergung und Gastronomie     | 28              |
| Information und Kommunikation                                     |                 |
| Finanz- und Versicherungsdienstleistungen                         | 1               |
| Grundstücks- und Wohnungswesen                                    | 3               |
| Freiberufliche, wissenschaftliche und technische Dienstleistungen | 13              |
| Öffentliche Verwaltung, Unterricht, Gesundheits- und Sozialwesen  | 12              |
| Sonstige Dienstleistungen                                         | 14              |
| Land- und Forstwirtschaftsbetriebe                                | 32              |

In der Gemeinde befinden sich zwei Bäckereien, ein Supermarkt, ein Blumenladen, vier Coiffeursalons, zwei Papeterien, ein Generalunternehmen der Baubranche und eine Bank. Ferner befinden sich im Ort neun Autogaragen, eine Tankstelle, sieben Bauhandwerksbetriebe, vier Installateurbetriebe, drei Maler/Gipser, drei Elektriker und eine Schreinerei/Zimmerei. Der Ort verfügt über einen Tennis-, einen Fußball- und einen Pétanqueplatz, ein Reitzentrum sowie über eine Turn- und Sporthalle, ferner über zwei Ärzte, einen Zahnarzt, zwei Physiotherapeuten, einen Podologen, eine Apotheke, fünf Krankenschwestern, ein Seniorenheim, ein Betreuungsdienst für Senioren und ein Krankenhaus, ein Museum und einen Mehrzwecksaal, ein Hotel, zwei Restaurants und eine Gîte, einen Feuerwehrstützpunkt, eine Bibliothek und eine Post. Mit den Gütern des täglichen Bedarfs versorgen sich die Einwohner weitgehend in Pont-de-Vaux.

### Geschützte Produkte in der Gemeinde
Als AOC-Produkte sind in Romenay Crème et beurre de Bresse zugelassen, ferner Volaille de Bresse und Dinde de Bresse.

### Bildungseinrichtungen
In der Gemeinde besteht eine École primaire (École maternelle und École élémentaire), die der Académie de Dijon untersteht und von 117 Kindern besucht wird. Für die Schule gilt der Ferienplan der Zone A.

## Sehenswürdigkeiten
- Kirche St. Martin aus dem 12. Jahrhundert[27]
- Gutshöfe
  - Gutshof Le Champ-Bressan, heute Museum, Monument historique
  - Gutshof Les Chanées, seit 1925 Monument historique
  - Gutshof Saint-Romain, seit 1925 Monument historique
  - Gutshof La Train (auch: Latrain), seit 2014 Monument historique